# Evan Williams (attore)
Evan Martin Williams (Swan Hills, 11 marzo 1985) è un attore canadese.
Ha debuttato sul grande schermo interpretando un ruolo secondario nel film del 2006 Save the Last Dance 2, prima di recitare nel ruolo di Kelly Ashoona nella serie drammatica per adolescenti della CTV, Degrassi: The Next Generation (2008-2009). Dal 2015 al 2018 ha interpretato il ruolo di Filippo di Lorena nella serie drammatica storica Versailles. Nel 2023 ha iniziato a recitare nel ruolo di Elliot Augustine nella serie drammatica del canale Hallmark, The Way Home.

## Biografia
Williams è nato a Swan Hills, Alberta,  ma è cresciuto a Calgary .  Si è diplomato alla Henry Wise Wood Senior High School,  e ha studiato teatro alla Ryerson University (ora Toronto Metropolitan University).  Entrò a far parte del Summerstock Conservatory, dove ricevette il premio Phyllis Pope per la migliore interpretazione per aver interpretato il rabbino in Il violinista sul tetto nel 2004, prima di trasferirsi a Toronto per iniziare la sua carriera cinematografica e televisiva. 
Williams ha debuttato sul grande schermo interpretando un ruolo minore nel film del 2006 Save the Last Dance 2 e più tardi nello stesso anno è apparso nel film per la televisione The House Next Door. Dopo apparizioni come guest star nelle serie televisive Instant Star, Urban Legends e The Border, ha ottenuto il suo primo ruolo importante come Kelly Ashoona nel teen drama Degrassi: The Next Generation dal 2008 al 2009.  Dal 2010 al 2011 ha interpretato il ruolo di Baxter McNab nella sitcom per adolescenti Baxter.  Più tardi nel 2011, Williams ha interpretato il ruolo principale nel film commedia Lloyd the Conqueror.  Successivamente è apparso nei film Ride - Ricomincio da me (2014), Fishing Naked (2015), Farhope Tower (2015) e ha interpretato il ruolo principale in Escape Room (2017).  In televisione, Williams ha avuto un ruolo ricorrente come Luke nella serie MTV Diario di una nerd superstar (2014-16) 
Dal 2015 al 2018, Williams ha recitato nel ruolo di Filippo di Lorena  nella serie drammatica storica Versailles  , ruolo che gli è valso una nomination al Canadian Screen Award come migliore interpretazione di un attore in un ruolo di supporto in un programma o serie drammatica.  In seguito fece delle apparizioni come guest star in The Rookie, Le amiche di mamma e Into the Dark. Nel 2020, Williams ha recitato al fianco di Natalie Hall nel film commedia romantica di Netflix, Midnight at the Magnolia .  Nel 2021 ha recitato al fianco di Katie Lowes nel film per la televisione, Christmas Takes Flight.  L'anno seguente, Williams interpretò Edward "Eddy" G. Robinson Jr. nel film biografico su Marilyn Monroe Blonde.  Sempre nel 2022 ha interpretato Meriwether Lewis in Mysterious Circumstance: The Death of Meriwether Lewis. Nel 2023 ha iniziato a recitare nel ruolo di Elliot Augustine nella serie drammatica del canale Hallmark Channel, The Way Home. 

## Vita privata
Williams ha collaborato con l'ente di beneficenza buildOn per aiutare a costruire scuole nelle aree povere,   e con Free the Children in Ecuador e India. 

## Filmografia

### Cinema
- Save the Last Dance 2, regia di David Petrarca (2006)
- Ride - Ricomincio da me (Ride), regia di Helen Hunt (2014)
- Blonde, regia di Andrew Dominik (2022)

### Televisione
- Il mistero della porta accanto (The House Next Door), regia di Jeff Woolnough – film TV (2006)
- Degrassi: The Next Generation – serie TV, 11 episodi (2008-2009)
- Grey Gardens - Dive per sempre (Grey Gardens), regia di Michael Sucsy – film TV (2009)
- Diario di una nerd superstar (Awkward) – serie TV, 20 episodi (2014-2016)
- Versailles – serie TV, 30 episodi (2015-2018)
- The Rookie – serie TV, episodio 1x18 (2019)
- Le amiche di mamma (Fuller House) – serie TV, episodio 5x08 (2019)
- Into the Dark – serie TV, episodio 2x11 (2021)
- Westworld - Dove tutto è concesso (Westworld) – serie TV, episodio 4x05 (2022)
- The Way Home – serie TV (2023-2025)

## Doppiatori italiani
Nelle versioni in italiano delle opere in cui ha recitato, Evan Williams è stato doppiato da:
- Massimo Triggiani in Westworld - Dove tutto è concesso
- Patrizio Cigliano in Diario di una nerd superstar
- Daniele Natali in Degrassi: The Next Generation (st. 8-9)
- Francesco Pezzulli in Versailles
- Andrea Quartana in Being Erica
- Giuseppe Russo in Mezzanotte al Magnolia
- Marco Giansante in Blonde
- Francesco Mei in Into the Dark